# アーヴ・ロビンス
アーヴァイン・“アーヴ”・ロビンス（Irvine "Irv" Robbins、1917年12月6日 - 2008年5月5日）は、カナダ出身のアメリカ合衆国の実業家である。義兄のバート・バスキンとともにアイスクリーム・チェーンのバスキン・ロビンスを創業した。

## 若年期と
ロビンスは、1917年12月6日にカナダ・マニトバ州ウィニペグのユダヤ人の家庭に生まれた。ワシントン州タコマのスタジアム高校とシアトルのガーフィールド高校に通った。
父のアーロン・ロビンスは、タコマで酪農業とアイスクリーム店「オリンピック・ストア」を営んでおり、ロビンスも父の店を手伝っていた。楽しそうにしている客の様子を見て、ロビンスはいつも「今日の仕事もハッピーに終えられた」と振り返り、後に自分の店を開くときにも同じ感想を持てるようにしたいと考えていた。
ロビンスはシアトルのワシントン大学に入学し、政治学の学位を得て卒業した。第二次世界大戦中はアメリカ陸軍に入隊し、二等軍曹として1945年8月に除隊した。

## キャリア
除隊後の1945年12月7日、ロビンスはカリフォルニア州グレンデールで自分のアイスクリームショップ「スノーバード」(Snowbird)を開店させた。この店の開店資金は、ユダヤ教の成人式であるバル・ミツワーのお祝いでもらった6千ドルの保険証券を現金化して得たものだった。
1941年、シカゴで紳士服店を経営していたバート・バスキンが姉のシャーリーと交際を始め、翌1942年に結婚した。第二次世界大戦中にアメリカ海軍に入隊し、1946年に除隊したバスキンに対し、ロビンスは「服を売るよりもアイスクリームを売る方が楽しい」と説得し、バスキンはカリフォルニア州パサデナでアイスクリームショップ「バートンズ」(Burton's)を開店した。
1948年、バートンズの3店舗とスノーバードの5店舗を1つの会社に統合した。そして、31番目のフレーバーである「チョコレート・ミント」が考案された。その後も新しい店舗を開店させたが、店を増やしすぎたために、個々の店舗を見る時間がどんどん減っているということに2人は気付いた。1985年の『ロサンゼルス・タイムズ』のインタビューで、ロビンスは次のように語っている。「そこで私達は、各店舖の店長に店を売ることを思いついたのです。フランチャイズという言葉が流行する以前から、私達はフランチャイズビジネスに参入していたのです。私達は次の店、また次の店、そのまた次の店と開店させていきました」2人は新しい店舗のオーナーと「フランチャイズ契約」を結び、食品業界では史上初めて店舗をフランチャイズ化した。このアイデアは他の小売業にも広まり、「フランチャイズの時代」が到来した。
1953年、バートンズとスノーバードという2つのブランドを「バスキン・ロビンス」という1つのブランドに統合した。どちらの名前を先にするかは、コイントスで決定した。同年、「31フレーバー」（31の味）というコンセプトが導入された。1974年に進出した日本では、31を前面に出した「サーティワンアイスクリーム」という店名となっている。
1949年末に43店舗、1960年までに100店舗まで拡大した。1967年にユナイテッド・フルーツに推定1200万ドルで売却したが、そのときには約500店舗を展開していた。1967年にバスキンは死去したが、ロビンスは売却後も11年間会社に留まり、1978年に引退した。その25年後、バスキン・ロビンスは、世界に5500店舗を展開する世界最大のアイスクリーム・チェーン店となっていた。
2020年以降、バスキン・ロビンスはインスパイア・ブランズの傘下となっている。

## 私生活
ロビンスはユダヤ教徒である。陸軍に入隊する直前の1942年にイルマ・ゲヴルツ(Irma Gevurtz)と結婚した。イルマとの間には、マーシャ、ジョン、エリンの3人の子供がいた。
ロビンスは2008年5月5日にカリフォルニア州ランチョ・ミラージュの自宅近くで死去した。